# Another Perfect Day
Another Perfect Day je šesté studiové album anglické heavymetalové skupiny Motörhead. Vydalo jej dne 4. června 1983 hudební vydavatelství Bronze Records a jeho producentem byl Tony Platt. Autorem obalu alba je dlouholetý spolupracovník skupiny Motörhead Joe Petagno. V britské hitparádě se album umístilo na dvacátém místě.

## Seznam skladeb
| Pořadí | Název                  | Délka |
| ------ | ---------------------- | ----- |
| 1.     | Back at the Funny Farm | 4:14  |
| 2.     | Shine                  | 3:11  |
| 3.     | Dancing on Your Grave  | 4:29  |
| 4.     | Rock It                | 3:55  |
| 5.     | One Track Mind         | 5:55  |
| 6.     | Another Perfect Day    | 5:29  |
| 7.     | Marching Off to War    | 4:11  |
| 8.     | I Got Mine             | 5:24  |
| 9.     | Tales of Glory         | 2:56  |
| 10.    | Die You Bastard!       | 4:25  |

## Obsazení
- Lemmy – zpěv, baskytara
- Brian Robertson – kytara, klavír, doprovodné vokály
- Phil Taylor – bicí